# 大石みや
大石 みや （おおいし みや、1982年12月22日 - ）は日本のジャーナリストである。

## 経歴
カリタス女子学園に、小学校から高校まで通う。きょうだいは、2歳上に姉、4歳下に弟がいる。 第一外国語はフランス語で高校時代にフランス語一級取得。2001年、早稲田大学政治経済学部政治学科入学。ハウスミュージックのDJサークルに所属。東国原英夫とは同級生で、東国原からよく社会学のノートを借りていた。東国原が宮崎県知事選に出馬した時は選挙応援に馳せ参じた。 外資系金融機関入社後、経済記者に転じる。バンコク特派員を経て、共同通信ロンドン支局勤務、共同通信マニラ支局勤務（2022年〜）。経済ネタから国際軍事ネタまで幅広く取材。